# 喜樹萬皇宮
22°56′29″N 120°10′39″E / 22.9414909°N 120.1774780°E

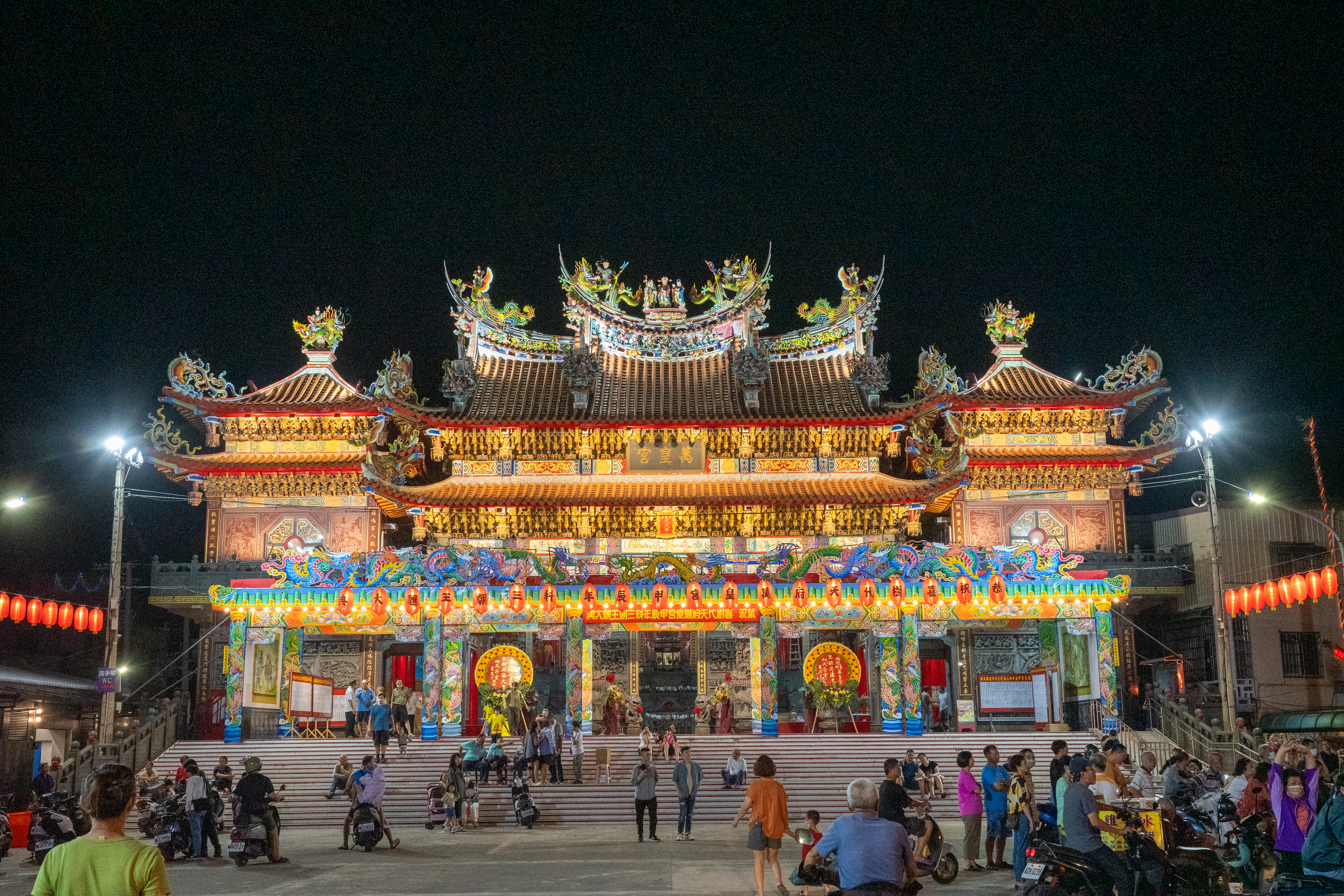
喜樹萬皇宮（夜間）。

喜樹萬皇宮位在臺灣臺南市南區，是喜樹地區的重要廟宇。該廟約創建於清乾隆四年（1739年），奉祀主神是代天巡狩葉、朱、李三府千歲，目前廟貌為民國68年（1979年）左右重建後的樣貌。
過去喜樹的菜市場在喜樹路254巷（喜樹老街），後來搬遷到萬皇宮廟埕後，老街便沒落。萬皇宮所在地過去是喜樹聚落的東北方，後來聚落範圍擴大之後變成喜樹的中心。

## 沿革
清朝方志已有記載喜樹有王爺廟，但並未詳述相關沿革，日治時期始有文字記載沿革。根據《臺南州祠廟名鑑》的記載，據說在清乾隆四年（1739年）在喜樹與灣裡兩聚落之間發現了一艘王船，之後兩地居民就王船與船上神像的歸屬達成協議，王船歸灣裡所有，神像則歸喜樹所有。之後喜樹居民在喜樹聚落南邊設置了初期的廟宇供奉三府千歲，到了嘉慶十八年（1813年）才在現址建新廟。而後在清同治五年（1866年）該廟因為暴風雨嚴重受損，遂集資修繕及改建廟宇，次年（1867年）集資在北側增建廂房，同治十一年（1872年）又增築南側廂房。
到了日治時期，該廟在明治卅二年（1899年）進行整修，大正三年（1914年）又再次進行大規模整修。昭和七年（1932年）萬皇宮再次整修，並留有〈重修萬皇宮碑記〉、〈重修萬皇宮境外捐題碑記〉等石碑做見證。
二次大戰後，該廟在於民國43年（1954年）再修，之後在民國68年到73年（1979年─1984年）又重建。

## 祀神與祭典
喜樹萬皇宮除主神葉、朱、李三府千歲之外，還供奉著天上聖母、觀音佛祖、註生娘娘、水仙尊王、中壇元帥、福德正神、虎爺等神祇。
主要的祭典有農曆四月十一的葉府大千歲聖誕、八月廿三普渡與八月廿四於海墘仔做龜醮，此外於龍年會舉行王船醮典。葉府大千歲聖誕時，廟方會舉行出巡遶境，下午入廟安座前會在廟埕「踏火」（下雨改成「過七星橋」）。而萬皇宮的普渡之所以不在農曆七月舉辦，據說是鬼門關之後在陽間仍有不安分的鬼逗留，而萬皇宮的三府千歲便是專管這些不安分的鬼，故在八月普渡要讓他們早日返回陰間。

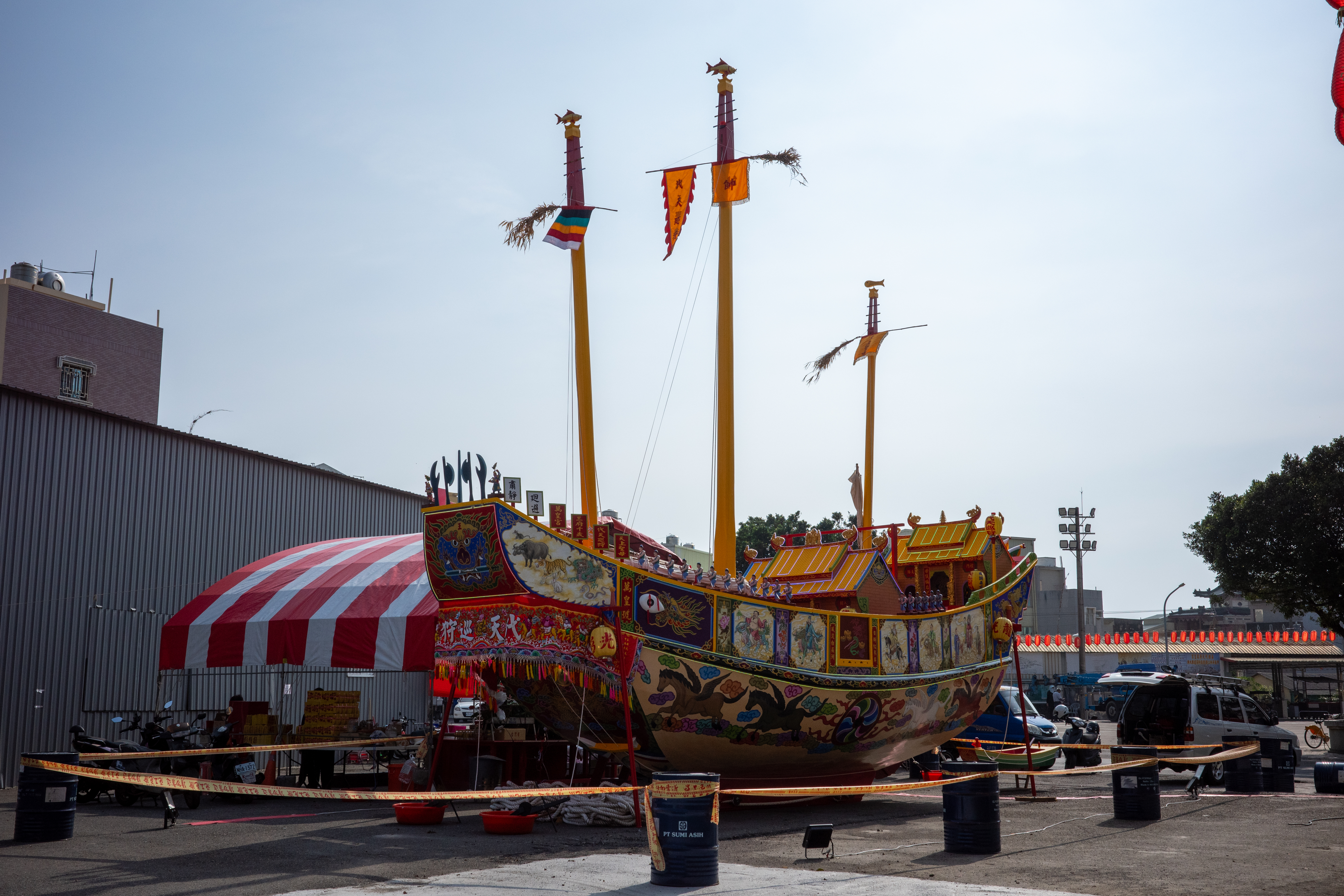
喜樹萬皇宮甲辰年科三朝王醮王船（日間）。
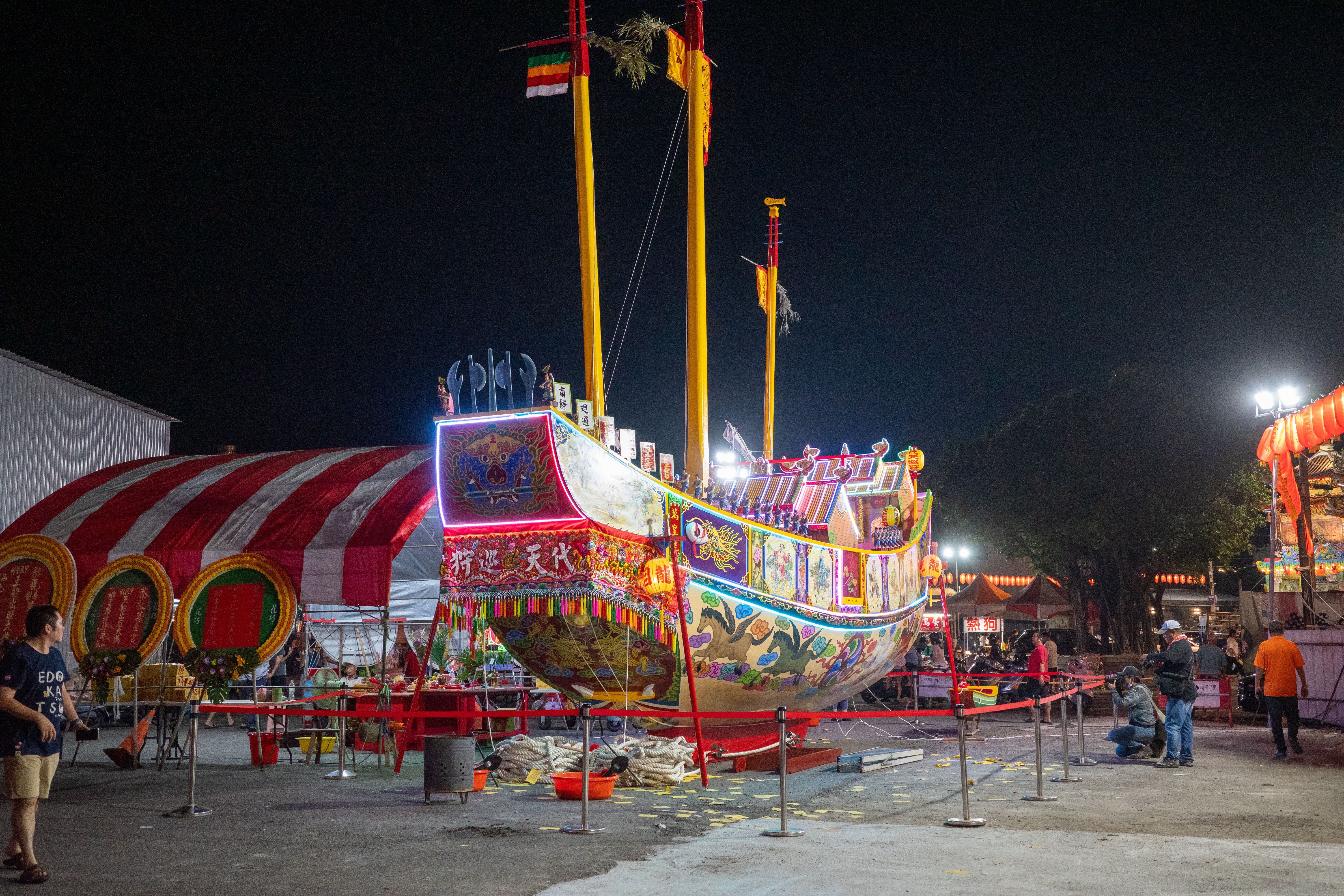
喜樹萬皇宮甲辰年科三朝王醮王船（夜間）。

## 古物
萬皇宮中留有乾隆九年（1744年）的「過化存神」匾、嘉慶三年（1798年）的「聖庥顯庇」匾，以及昭和七年（1932年）的〈重修萬皇宮碑記〉、〈重修萬皇宮境外捐題碑記〉等文物。

## 傳說
傳說在兩百年前，喜樹居民牽罟時抓到一隻大海龜，之後眾人將海龜宰殺分食。結果當天夜裡喜樹發生火災，但奇怪的是火災並沒有燒到相鄰的房子，而會隔棟著火，據說這些失火的房子多是有吃到海龜的居民所有，導致當地有「火燒燒過間」的俗諺。之後居民向三府千歲請示，原來那隻大海龜已經快得道了，卻遭宰殺遂前來報復。之後三府千歲請來四鯤鯓龍山寺的清水祖師一同開示海龜精，請牠放下怨恨繼續修行。之後王爺指示居民，每年農曆八月廿四準備祭品於海墘仔祭拜，並焚燒一艘紙糊王船，是為所謂的「龜醮」。
現在龜醮是在喜南里靈雲壇前的空地舉行，同時會聘請戲班「做龜戲」。

## 交陪境
塩埕北極殿、塩埕天后宮、灣裡萬年殿、鯤鯓龍山寺、下林建安宮